# Floribama Shore (temporada 3)
La tercera temporada de Floribama Shore, un programa de telerrealidad estadounidense con sede en Mango de Florida, Florida,  empezó a transmitirse el 14 de noviembre de 2019, y concluyó en febrero de 2020 después de 16 episodios. El lugar de filmación fue St. Pete Beach en el Condado de Pinellas, Florida. 
Luego de que Kortni Gilson dejara la casa por problemas de salud, Mattie Lyn Breaux, quien participó en The Challenge junto a Gus Smyrnos, entró en su lugar. Nilsa Prowant fue arrestada durante el rodaje luego de tener un comportamiento agresivo y desnudarse en público.

## Elenco
- Aimee Hall[5]
- Candace Rice[5]
- Codi Butts[5]
- Gus Smyrnios[5]
- Jeremiah Buoni[5]
- Kirk Medas[5]
- Kortni Gilson[5]
- Mattie Lynn Breaux[5]
- Nilsa Prowant[5]

### Duración del Reparto
| Nombre   | Episodios | Episodios | Episodios | Episodios | Episodios | Episodios | Episodios | Episodios | Episodios | Episodios | Episodios | Episodios | Episodios | Episodios | Episodios | Episodios |
| Nombre   | 1         | 2         | 3         | 4         | 5         | 6         | 7         | 8         | 9         | 10        | 11        | 12        | 13        | 14        | 15        | 16        |
| Aimee    |           |           |           |           |           |           |           |           |           |           |           |           |           |           |           |           |
| Candace  |           |           |           |           |           |           |           |           |           |           |           |           |           |           |           |           |
| Codi     |           |           |           |           |           |           |           |           |           |           |           |           |           |           |           |           |
| Gus      |           |           |           |           |           |           |           |           |           |           |           |           |           |           |           |           |
| Jeremiah |           |           |           |           |           |           |           |           |           |           |           |           |           |           |           |           |
| Kirk     |           |           |           |           |           |           |           |           |           |           |           |           |           |           |           |           |
| Kortni   |           |           |           |           |           |           |           |           |           |           |           |           |           |           |           |           |
| Nilsa    |           |           |           |           |           |           |           |           |           |           |           |           |           |           |           |           |
| Mattie   |           |           |           |           |           |           |           |           |           |           |           |           |           |           |           |           |
| -------- | --------- | --------- | --------- | --------- | --------- | --------- | --------- | --------- | --------- | --------- | --------- | --------- | --------- | --------- | --------- | --------- |

Notas
| = "Miembro del reparto" ingresa al reality. = "Miembro del reparto" abandona al reality. = "Miembro del reparto" aparece en este episodio. = "Miembro del reparto" abandona la casa. | = "Miembro del reparto" vuelve a la casa. = "Miembro del reparto" aparece en este episodio, pero fuera de la casa. = "Miembro del reparto" no aparece en este episodio. |

## Episodios
| N.º (serie) | N.º (temp.) | Título                            | Emisión Original        | Audiencia (en millones) |
| ----------- | ----------- | --------------------------------- | ----------------------- | ----------------------- |
| 35          | 1           | «"Thots y oraciones"»             | 14 de noviembre de 2019 | 0.52                    |
| 36          | 2           | «"De loca a graduada"»            | 14 de noviembre de 2019 | 0.49                    |
| 37          | 3           | «"Es mi cumpleaños"»              | 21 de noviembre de 2019 | 0.54                    |
| 38          | 4           | «"Solo pasar un buen rato"»       | 21 de noviembre de 2019 | 0.51                    |
| 39          | 5           | «"El viejo Gussy está de vuelta"» | 5 de diciembre de 2019  | 0.65                    |
| 40          | 6           | «"Sentidos de cerdo"»             | 12 de diciembre de 2019 | 0.55                    |
| 41          | 7           | «"Rompió"»                        | 19 de diciembre de 2019 | 0.65                    |
| 42          | 8           | «"Orgullo de Floribama"»          | 26 de diciembre de 2019 | 0.55                    |
| 43          | 9           | «"Comprueba, por favor"»          | 2 de enero de 2020      | 0.76                    |
| 44          | 10          | «"¡Veamos algunas colillas!"»     | 9 de enero de 2020      | 0.74                    |
| 45          | 11          | «"Regreso del Kookapoo"»          | 16 de enero de 2020     | 0.70                    |
| 46          | 12          | «"Libera el Chi Chi"»             | 23 de enero de 2020     | 0.64                    |
| 47          | 13          | «"No hay pizza en la carcel"»     | 30 de enero de 2020     | 0.66                    |
| 48          | 14          | «"Mal día en la playa"»           | 6 de febrero de 2020    | 0.66                    |
| 49          | 15          | «"Todo esto sobre una flor"»      | 13 de febrero de 2020   | 0.73                    |
| 50          | 16          | «"Ta Ta's Up"»                    | 20 de febrero de 2020   | 0.57                    |